# Jurassic Park: Operation Genesis
Jurassic Park: Operation Genesis (conegut col·loquialment com a «JP:OG» o «JPOG») és un videojoc per ordinador, Xbox i PlayStation 2 basat en la novel·la i la sèrie de pel·lícules de Parc Juràssic.
L'objectiu principal del videojoc és recrear un Parc Juràssic; com si fos un parc d'atraccions amb dinosaures i arribar a la qualificació de cinc estrelles, per fer realitat el somni de John Hammond. Principalment, el jugador ha d'administrar i controlar diversos aspectes: els aspectes financers, científics i tecnològics, així com la seguretat. El jugador també pot afegir atraccions similars a les que apareixen en la pel·lícula, com ara el safari de la pel·lícula, i atraccions addicionals com un vol en globus i diverses varietats de visualització en plataformes d'observació.

## Jugabilitat

### Introducció al videojoc
Aquest videojoc és dins el gènere de la simulació de parcs d'atraccions, amb l'única diferència que els elements a partir dels quals es fa el negoci són dinosaures, i per tant, s'ha de tenir cura dels sistemes de seguretat. El jugador ha de controlar i dirigir el parc observant les necessitats perquè sigui rendible. Al parc, el jugador construeix camins, serveis i botigues de menjar i quioscos, així com atraccions turístiques. Un dels punts fonamentals del videojoc és tenir el parc segur i sa i estalvi. Per exemple, durant una escapada de Velociraptor detectats per una càmera de vigilància, els visitants solen ser atacats, i se'ls ha d'evacuar en el menor temps possible per eliminar l'amenaça (amb una arma pesant automàtica), mentre que la resta d'animals seran sedats per l'helicòpter dels ràngers i seran moguts dintre de les seves àrees. El parc pot ser poblat amb seixanta dinosaures representant vint-i-cinc espècies diferents. El jugador també pot afegir atraccions com les que es veuen a la pel·lícula, com el safari amb cotxe tot terreny de la primera pel·lícula i de noves atraccions més (per exemple, un viatge amb globus o també plataformes de mirador). Hi ha incidents provocats per Dennis Nedry i Lewis Dodgson que passen a la pel·lícula i que al videojoc s'han de solucionar, com per exemple si falla l'electricitat. No hi ha cap indici del parc que Peter Ludlow volia intentar de construir a San Diego.

### Creant dinosaures
Per crear un dinosaure, només cal un percentatge significatiu d'ADN. Se'n necessita un 50% només per crear-lo, però això vol dir que durarà poc en vida i s'acabarà morint. Per evitar això cal anar extreient ossos de dinosaure i ambre per arribar al 100% de l'ADN i així els dinosaures duraran més, exceptuant la mort per malaltia, per falta de menjar i aigua, desastres naturals o eliminats pels caçadors.

#### Recerca de fòssils

Entrada de visitants

Utilitzant l'equip de recerca de fòssils per primer cop es té un dels nous jaciments ubicats arreu del món i és la primera manera d'obtenir fòssils per extreure'n ADN. Només cinc dels nou jaciments poden ser escollits a la versió d'ordinador i només tres en la versió de consola excepte a l'Xbox que n'hi ha cinc. Cada jaciment conté fòssils de tres espècies diferents de dinosaures. Tanmateix, si el jaciment està esgotat hi haurà menys probabilitats de trobar-n'hi. Es poden comprar cinc equips de jaciments, $5.000 pel primer, $10.000 pel segon, $20.000 pel tercer i $40.000 per l'últim. Després d'un cert temps de joc, l'equip informa de les seves troballes. Quan els equips informen que han trobat or, plata o òpal, es demana vendre'l. Aquests metalls preciosos poden ajudar a incrementar els fons del parc. A més a més, els fòssils que sobren estan disponibles per vendre, i quan es té el 100% del genoma d'un dinosaure se'n venen els fòssils automàticament.

#### Mercat de fòssils
El mercat de fòssils és un lloc per comprar fòssils que no es troben als jaciments. Alguns fòssils tenen un elevat percentatge d'ADN, i altres no gaire. El fòssil que conté el menor percentatge d'ADN sol ser el que costa menys. Els fòssils són classificats com a poc, mitjà o alt en percentatge d'ADN.

#### Ambre
A vegades, quan s'excava al jaciment o es compra al mercat, el jugador pot obtenir un ambre, «una pedra fossilitzada que conté un mosquit». L'ambre és molt útil, especialment per la seva gran qualitat. Si es descobreix ambre, hi ha dues maneres d'usar-lo. Pot ser venut (recomanat si la situació financera és problemàtica) o el jugador pot intentar extreure'n ADN. Extreure de l'ambre pot ser una aposta perquè no se sap de quin ADN de dinosaure es tracta, ja que a l'ambre n'hi ha molt més que als fòssils.

### Dinosaures
A Jurassic Park: Operation Genesis es mostren vint-i-cinc espècies diferents de dinosaures, incloent-hi tretze de les setze que es mostren a la sèrie de pel·lícules de Parc Juràssic. Tanmateix, la majoria dels dinosaures es basen en l'aparença de Jurassic Park III i no pas de les pel·lícules anteriors. El Compsognathus, un dinosaure famós a la pel·lícula, és absent en el videojoc per raó de la seva mida reduïda, ja que això comportaria problemes per moure'l de lloc. Altres espècies que no hi apareixen són els dos dinosaures en estat embrionari del magatzem frigorífic de la primera pel·lícula; el metriacantosaure i el proceratosaure, i dos més de les següents pel·lícules; el mamentxisaure i el pterosaure o Pteranodon (com també són absents els altres pterosaures i altres dinosaures aviaris).
Els dinosaures de Operation Genesis es classifiquen en diversos aspectes, ja que cada espècie té el seu propi comportament particular. A més, cadascuna està qualificada amb estrelles (1-5) segons la seva popularitat pels visitants, com també estan categoritzades en quatre grans grups referents a la mida i el menjar:
- Els herbívors petits

Els dinosaures menys populars, que valen entre 1 i 3 estrelles. Són preses comuns per als depredadors (especialment Dryosaurus, Gallimimus i Homalocephale, que estan indefensos), però Pachycephalosaurus, Styracosaurus i Kentrosaurus atacaran petits carnívors, amb excepció de l'Albertosaurus, mentre que el Kentrosaurus també pot danyar als grans carnívors movent la seva cua amb pues, però al mateix temps intenta fugir. Els agrada viure en grans grups custodiats per grans herbívors, però el Kentrosaurus és tímid i cautelós dels herbívors de grans dimensions, com els sauròpodes i sobretot els hadrosaures en el joc, però els agrada socialitzar amb l'Stegosaurus, ja que ambdós dinosaures són parents. El Pachycephalosaurus competirà amb el seu propi tipus de dominació.
- Els grans herbívors

Són dinosaures famosos, que van de 2-5 estrelles. Són un repte per als carnívors petits i grans. Els Parasaurolophus, Corythosaurus, Edmontosaurus, Ouranosaurus i Camarasaurus estan indefensos, sobretot recolzant-se en gran nombre dins dels seus ramats i la seva velocitat. Triceratops, Stegosaurus, Ankylosaurus, i Torosaurus són capaços de defensar usant les seves cues o banyes. El Brachiosaurus és l'únic herbívor que no pot acabar amb un carnívor per la seva gran mida. El Triceratops és inusual perquè causen problemes quan estan estressats, igual que els carnívors en el joc. Tots els grans herbívors poden viure junts en pau, encara que el Torosaurus competirà amb el seu propi tipus de dominació.
- Els carnívors petits

Petits dinosaures carnívors que oscil·len entre 2-5 estrelles. Aquest tipus de carnívors ataquen tot tipus d'herbívors amb l'excepció de Brachiosaurus, i alguns dels carnívors més petits no atacaran a l'Ankylosaurus. No obstant això, el Dilophosaurus (el més feble dels petits carnívors) només ataca i mata herbívors petits com Dryosaurus, Homalocephale i Gallimimus i és incapaç d'acabar amb petits herbívors de grans dimensions o forts. Els altres tres carnívors ataquen als herbívors grans i petits. El Dilophosaurus també pot estar a prop d'un grup de Velociraptor sense problemes, ja que ambdues espècies es poden tolerar. El Velociraptor no pot atacar a l'Ankylosaurus ni al Dilophosaurus, el Velociraptor fugirà del Brachiosaurus. El Ceratosaurus es convertirà en caníbals si no hi ha menjar disponible, i l'Albertosaurus atacarà a la seva pròpia espècie, si un d'ells està malalt. El desavantatge d'aquest tipus de dinosaure és que es converteixen fàcilment en estressat, una elecció de presa fàcil dels carnívors de grans dimensions, i poden ser matats pels herbívors agressius amb un sol atac, a excepció de l'Albertosaurus i Ceratosaurus. El Ceratosaurus és l'únic carnívor petit que no tem l'Allosaurus. A diferència dels altres petits carnívors, el Velociraptor és capaç de causar enrenou quan s'escapa, igual que els grans carnívors.
- Els carnívors grans

Els grans dinosaures carnívors són els dinosaures més populars que oscil·len entre 4-5 estrelles. Aquests carnívors, com els seus parents més petits, atacaren a la majoria dels tipus d'herbívors, excepte el Brachiosaurus. En general, ataquen a la seva presa favorita, sempre que estigui disponible. Els grans carnívors lluiten pel territori quan es troben, i quan està estressat, tendirà a fer enrenous. Quan l'Spinosaurus provoquen desafiaments per al territori, no s'escaparan si perden, de manera que els grups de Spinosaurus es toleren els uns als altres. Sorprenentment, Carcharodontosaurus, Allosaurus, i Acrocanthosaurus no lluitaren entre membres de la seva espècie, llevat que estiguin estressats, el que significa que poden viure en grups, tot i que l'Acrocanthosaurus i Carcharodontosaurus caçarà Allosaurus com a aliment. A més, si un Carcharodontosaurs i Acrocanthosaurus estan junts, es tracten els uns als altres amb respecte, i fins i tot compartiran la mateixa mort. Els Spinosaurus i els Tyrannosaurus són els més perillosos i en el territorial de tots els dinosaures carnívors. L'Spinosaurus i Tyrannosaurus també són capaços de fer un "duel a mort" cara a cara, amb un d'ells sent assassinats per l'altre al final del duel.
| Dinosaure         | Imatge representativa | Grup           | Qualificació en estrelles                                                     | Basat en la pel·lícula       |
| ----------------- | --------------------- | -------------- | ----------------------------------------------------------------------------- | ---------------------------- |
| Driosaure         | Driosaure             | Herbívor petit | 1/5 estrelles · 1/5 estrelles · 1/5 estrelles · 1/5 estrelles · 1/5 estrelles | En cap                       |
| Gallimimus        | Gallimimus            | Herbívor petit | 3/5 estrelles · 3/5 estrelles · 3/5 estrelles · 3/5 estrelles · 3/5 estrelles | Parc Juràssic                |
| Homalocephale     | Homalocephale         | Herbívor petit | 3/5 estrelles · 3/5 estrelles · 3/5 estrelles · 3/5 estrelles · 3/5 estrelles | En cap                       |
| Centrosaure       | Centrosaure           | Herbívor petit | 2/5 estrelles · 2/5 estrelles · 2/5 estrelles · 2/5 estrelles · 2/5 estrelles | En cap                       |
| Paquicefalosaure  | Paquicefalosaure      | Herbívor petit | 2/5 estrelles · 2/5 estrelles · 2/5 estrelles · 2/5 estrelles · 2/5 estrelles | El món perdut: Parc Juràssic |
| Estiracosaure     | Estiracosaure         | Herbívor petit | 2/5 estrelles · 2/5 estrelles · 2/5 estrelles · 2/5 estrelles · 2/5 estrelles | En cap                       |
| Ancilosaure       | Ancilosaure           | Herbívor gran  | 4/5 estrelles · 4/5 estrelles · 4/5 estrelles · 4/5 estrelles · 4/5 estrelles | Parc Juràssic III            |
| Braquiosaure      | Braquiosaure          | Herbívor gran  | 5/5 estrelles · 5/5 estrelles · 5/5 estrelles · 5/5 estrelles · 5/5 estrelles | Parc Juràssic III            |
| Camarasaure       | Camarasaure           | Herbívor gran  | 3/5 estrelles · 3/5 estrelles · 3/5 estrelles · 3/5 estrelles · 3/5 estrelles | En cap                       |
| Coritosaure       | Coritosaure           | Herbívor gran  | 3/5 estrelles · 3/5 estrelles · 3/5 estrelles · 3/5 estrelles · 3/5 estrelles | Parc Juràssic III            |
| Edmontosaure      | Edmontosaure          | Herbívor gran  | 3/5 estrelles · 3/5 estrelles · 3/5 estrelles · 3/5 estrelles · 3/5 estrelles | En cap                       |
| Ouranosaure       | Ouranosaure           | Herbívor gran  | 2/5 estrelles · 2/5 estrelles · 2/5 estrelles · 2/5 estrelles · 2/5 estrelles | En cap                       |
| Parasaurolophus   | Parasaurolophus       | Herbívor gran  | 3/5 estrelles · 3/5 estrelles · 3/5 estrelles · 3/5 estrelles · 3/5 estrelles | El món perdut: Parc Juràssic |
| Estegosaure       | Estegosaure           | Herbívor gran  | 4/5 estrelles · 4/5 estrelles · 4/5 estrelles · 4/5 estrelles · 4/5 estrelles | Parc Juràssic III            |
| Torosaure         | Torosaure             | Herbívor gran  | 2/5 estrelles · 2/5 estrelles · 2/5 estrelles · 2/5 estrelles · 2/5 estrelles | En cap                       |
| Triceratops       | Triceratops           | Herbívor gran  | 5/5 estrelles · 5/5 estrelles · 5/5 estrelles · 5/5 estrelles · 5/5 estrelles | Parc Juràssic                |
| Albertosaure      | Albertosaure          | Carnívor petit | 3/5 estrelles · 3/5 estrelles · 3/5 estrelles · 3/5 estrelles · 3/5 estrelles | En cap                       |
| Ceratosaure       | Ceratosaure           | Carnívor petit | 2/5 estrelles · 2/5 estrelles · 2/5 estrelles · 2/5 estrelles · 2/5 estrelles | Parc Juràssic III            |
| Dilofosaure       | Dilofosaure           | Carnívor petit | 2/5 estrelles · 2/5 estrelles · 2/5 estrelles · 2/5 estrelles · 2/5 estrelles | Parc Juràssic                |
| Velociraptor      | Velociraptor          | Carnívor petit | 5/5 estrelles · 5/5 estrelles · 5/5 estrelles · 5/5 estrelles · 5/5 estrelles | Parc Juràssic III            |
| Acrocantosaure    | Acrocantosaure        | Carnívor gran  | 4/5 estrelles · 4/5 estrelles · 4/5 estrelles · 4/5 estrelles · 4/5 estrelles | En cap                       |
| Al·losaure        | Al·losaure            | Carnívor gran  | 4/5 estrelles · 4/5 estrelles · 4/5 estrelles · 4/5 estrelles · 4/5 estrelles | En cap                       |
| Carcarodontosaure | Carcarodontosaure     | Carnívor gran  | 4/5 estrelles · 4/5 estrelles · 4/5 estrelles · 4/5 estrelles · 4/5 estrelles | En cap                       |
| Espinosaure       | Espinosaure           | Carnívor gran  | 5/5 estrelles · 5/5 estrelles · 5/5 estrelles · 5/5 estrelles · 5/5 estrelles | Parc Juràssic III            |
| Tiranosaure       | Tiranosaure           | Carnívor gran  | 5/5 estrelles · 5/5 estrelles · 5/5 estrelles · 5/5 estrelles · 5/5 estrelles | Parc Juràssic III            |

Si es revisen els fitxers en la versió d'ordinador es pot veure que hi havia més espècies planejades per ser incorporades en el joc, però van ser eliminades per raons sense especificar. Aquestes espècies són Alioramus, Deinonychus, Baryonyx, Ornithomimus, el yangchuanosaure, Diplodocus, l'apatosaure, Iguanodon, Maiasaura, el panoplosaure, el tescelosaure, el tenontosaure i el wuerhosaure.

### Lluita
Els carnívors solen lluitar els uns contra els altres pel menjar. Els grans carnívors no lluiten contra els més petits, però el contrari és habitual. Tanmateix, els petits carnívors (per exemple, Velociraptor) estan capacitats per atacar els herbívors de tots els tipus. No obstant això, alguns herbívors es defensen dels atacs d'un altre; aquests es poden incloure Triceratops, el torosaure, l'estiracosaure, l'ancilosaure, l'estegosaure, el kentrosaure i el paquicefalosaure. Altres herbívors es defensen a través de la velocitat (per exemple, el driosaure) o per la seva gran mida (per exemple, el braquiosaure). La majoria dels grans dinosaures requereixen diversos atacs per derrotar-los, mentre que els altres moren al primer atac.
Els duels a mort són lluites que fan els dinosaures, acabant amb un de mort o diversos (ja que els altres també contraataquen si es veuen afectats). Només alguns dinosaures poden fer duels a mort. Tots els duels a mort tenen a veure amb el tiranosaure.
Els duels a mort són:
- Tiranosaure contra Triceratops
- Tiranosaure contra Espinosaure
- Tiranosaure contra Ancilosaure
- Tiranosaure contra Estegosaure

### Equip d'administració de Parc Juràssic
Hi ha un equip d'administració del parc que contínuament envia missatges de correu sobre problemes i esdeveniments:
- John Hammond és el cap d'InGen i creador de Parc Juràssic. Fa diversos informes i qualifica el parc.
- Peter Ludlow és el director financer d'InGen. Interfereix rarament amb el dia a dia del parc. El jugador només rep un missatge d'ell quan el parc té problemes financers.
- El Dr. Alan Grant és el famós paleontòleg que supervisa l'extracció de fòssils. Envia missatges sobre l'estat del mercat de fòssils.
- El Dr. Henry Wu és el cap de genètica del parc i creador de la tecnologia de clonació d'InGen. Envia missatges al jugador sobre l'extracció de l'ADN i programes de recerca científica.
- La Dra. Ellie Sattler és la directora de l'estat dels dinosaures del parc. És una experta en ecologia i paleobotànica, i en els dinosaures. Vigila la població de dinosaures al parc i informa del seu estat de salut.
- Ray Arnold és el cap administrador de manteniment dia a dia del parc. Si hi ha alguna estructura danyada per desastres naturals o problemes tècnics, el jugador en serà informat.
- Robert Muldoon és el caçador i encarregat de la seguretat del parc. Informa el jugador si els visitants moren o si hi ha una fugida de dinosaures. També supervisa les operacions del viatge amb globus i el safari.
- Jane Powers és l'encarregada de relacions públiques i informa dels afers amb els visitants i problemes amb les atraccions.

Malgrat l'avís dels missatges de correu, no es pot accedir en qüestió de segons a tots els problemes si no se sap manejar bé el videojoc, ja que la gran quantitat d'opcions disponibles, davant de problemes tècnics o qualsevol altra distracció fan que aquest joc resulti difícil al principi. S'ha de tenir una bona organització davant de problemes o distraccions que poden alterar el parc, fet que resulta en informes negatius per part dels administradors.

### Atraccions
Les atraccions poden ajudar a fer famós el parc i que la gent el visiti. Hi ha moltes atraccions com el viatge en globus, safari, miradors i plataformes. Com més atraccions hi hagi, els visitants podran veure millor els dinosaures.
A les atraccions de viatge en globus i safari cal realitzar manualment una ruta per on han de passar. Hi ha un límit de mil metres de la ruta d'anada i tornada a la porta blindada. En el viatge en globus no cal fer la ruta de tornada perquè torna directament al lloc del principi quan acaba.

### Modes de joc

#### Exercicis
Aquest mode de joc consta de quatre tutorials que ensenyen al jugador les característiques principals del videojoc, així com el seu maneig. Els noms dels exercicis són de la versió espanyola del videojoc:
- Bienvenido a Jurassic Park: S'aprenen els controls bàsics per la direcció del parc.
- Orígenes del Dinosaurio: S'aprèn a trobar ADN de dinosaure i com criar-los
- Lo que quieren los Visitantes: S'aprèn a proporcionar als visitants tot el que necessiten.
- Seguro y sin riesgos: S'aprenen les normes generals de seguretat del parc.

També compta amb cinc exercicis avançats:
- Abrir Zona Safari: Es crea un paradís per herbívors en una enorme parcel·la de terreny.
- Jurassic Classic: S'ha de recrear la població de dinosaures de l'Illa Nublar.
- El Mundo Perdido: Se salva un parc en ruïnes i es prenen fotos dels dinosaures.
- Moradas peligrosas: Es dirigeix un parc amb els carnívors més perillosos.
- Al mal tiempo buena cara: S'ha de crear un parc de tres estrelles de fama, però les adverses condicions climàtiques no facilitaran les coses.

#### Operation Genesis
Al principi apareix la generació de l'illa, on es decideix la forma, quantitat d'arbres rius i muntanyes de l'illa, on es crea el parc. A mesura que augmenti la fama, es desbloquejaran terrenys de recerca de fòssils (tres a PS2, cinc a Xbox i PC).

#### Missions

Un Carcarodontosaure des de l'helicòpter dels ràngers

El joc té deu missions que el jugador pot completar. Hi ha tres o quatre missions amb objectius generals, incloent-hi fer fotografies per obtenir punts a la missió de Safari.
- (1) Parc Juràssic ha estat acusat d'exhibir dinosaures falsos i el jugador ha de demostrar que és mentida.
- (2) Els carnívors del parc estan fora de control i el jugador ha de retirar-los en el menor temps possible.
- (3) El jugador ha de passar revista a tots els herbívors de l'àrea i retirar els quatre tiranosaures abans que es mengin els herbívors.
- (4) Els científics d'InGen volen investigar el comportament dels dinosaures en diferents condicions climàtiques. El jugador haurà de fer fotografies en una ona de calor i una tempesta elèctrica.
- (5) El president de Dregòvia (un país fictici) ha arribat a Parc Juràssic just quan una tempesta elèctrica afectava l'illa. El jugador ha de retirar tots els carnívors escapats i rescatar el president.
- (6) El club de safari donarà diners per l'experiència de Parc Juràssic si el jugador pren fotografies dels dinosaures més perillosos.
- (7) Hammond està atrapat en un refugi contra grans carnívors i el jugador ha de retirar-los per rescatar Hammond i portar-lo a l'entrada del parc.
- (8) Els criadors de parc estan fora de control i el jugador ha de destruir els motors i retirar tots els carnívors.
- (9) El jugador ha de moure dinosaures herbívors a la mateixa àrea en què hi ha carnívors perillosos.
- (10) Diversos visitants de Parc Juràssic diuen que volen un calendari amb tots els dinosaures del parc. El jugador ha de conduir pel parc i fer fotos de diversos dinosaures en diverses situacions i comportaments.

#### Emplaçament B
Després d'haver completat totes les missions, es desbloqueja l'opció de l'Emplaçament B al menú principal, que permet al jugador construir una illa sense cap tanca de seguretat ni edificis pels visitants. A dins, el jugador pot construir vuit criadors i tenir només seixanta dinosaures. Els dinosaures que siguin creats es mouran lliurement per l'illa. Els desastres i el temps no són un problema perquè no cal preocupar-se pels dinosaures, excepte per donar-los menjar i aigua, i llavors se'ls pot observar.

## Desenvolupament
Des del llançament de la pel·lícula el 1993, la saga ha anat acompanyada de diversos videojocs. La majoria són videojocs de plataformes o d'acció per eliminar o sobreviure dels dinosaures. El distribuïdor, Universal Interactive, va demanar a l'estudi de desenvolupament de videojocs Blue Tongue que canviés l'estil de joc dels últims títols cap a un gènere on es donés oportunitat als jugadors de construir i dirigir un Parc Juràssic. L'estudi va realitzar per primer cop un desenvolupament dedicat a la multiplataforma com és el cas de les consoles ja que sempre ho havia fet sobre ordinador, permetent un equip de persones en base de 20 ampliant-se a 40 pel total que participaren en el projecte durant dos anys.
L'únic videojoc de simulació de construcció de parcs basat en Parc Juràssic fou el Jurassic Park III: Park Builder de Konami publicat quan el Operation Genesis estava en desenvolupament. Els diversos membres de l'equip de projecte van formular tot un seguit d'idees on cadascú va aportar disseny al resultat final. En aquest projecte es va posar com a objectiu que tingués un caire cinemàtic de les pel·lícules de la saga com a joc de simulació tant en la versió per ordinador com per a consola. Però tot i que el resultat final no va quedar clar si se seguia cap pel·lícula o llibre concret, apareixen certs personatges destacats, com és el cas del Dr. John Hammond. També s'inclouen fets de la primera pel·lícula com la mida humana dels Velociraptors i que els Dilofosaures podien escopir verí a les seves preses, quan després es va descobrir que no hi havia evidències que aquests dinosaures poguessin escopir verí. D'altra banda, no es van poder afegir tots els dinousares, com és el cas dels Compsognathus (o "Compys" per als fans) per la seva mida reduïda fent-los difícilment la seva visualització en joc. També es van afegir referències de comportament dels dinosaures a través fonts i estudis importants com The Dinosauria per Weishampel, Dodson i Osmolska, i Terrestrial Ecosystems Through Time: Evolutionary Paleocology of Terrestrial Plants and Animals per Behrensmeyer i Sues. A més a més, en el mateix videojoc, els desenvolupadors van afegir sense sentit educacional, la Dinopedia, amb informacions reals d'estudis sobre dinosaures.
Un dels reptes d'aquest videojoc fou l'equilibri de l'ordre i el caos, ja que tant en les pel·lícules com els llibres, la pèrdua del control resulta en un estat de caos que s'acompanya en tot l'argument. En aquest videojoc, aquest entorn de caos es va intercanviar per ordre, ja que els jugadors gaudirien més si el parc tingués pocs problemes o fossin aïllats, en comptes de caos total, típic dels videojocs d'acció. Per assegurar això, l'equip va permetre al jugador millorar els contingents de seguretat, com és el cas de millora de les tanques, càmeres de video, o caçadors amb armes sedants. De totes maneres, per evitar que el parc fos massa segur en una partida més avançada, es van afegir fenòmens meteorològics com tornados i tempestes elèctriques deixant pas la destrucció i deteriorament de trams de tanca i estressant els dinosaures, provocant-los que s'escapin. En conseqüència, el jugador ha de recuperar el control, i per tant, es van afegir elements de control directe del parc perquè les accions fossin amb més nivell d'interacció possible com la caça amb sedants o les visualitzacions des de les torres.

### Motor Toshi
L'equip de desenvolupadors Blue Tongue, va crear el Toshi, un nou motor de videojoc, dissenyat des de zero amb objectius per ser multiplataforma, amplaible, personalitzable i el més reutilitzable possible per a projectes futurs. Aquest motor estava basat en una arquitectura de components com shaders (utilitzat per a la renderització), criatures de videojoc, i objectes del GUI tots són extensions del Toshi, fent tot el sistema molt modular i extensible permetent el desenvolupament paral·lel del videojoc amb afegiment d'entorns exteriors fotorealístics i fullatge dens. Aquest sistema d'extensions del motor permetia al videojoc anar afegint millores d'aquestes extensions a mesura que s'anaven preparant. Com en altres motors, Toshi utilitza el mateix codi d'aplicació en totes les plataformes. Una de les majors fites del motor Toshi és el sistema d'animació, ja que es permetien deu o més seqüències animades dels dinosaures al mateix temps relacionades en la seva majoria amb el sistema d'IA. Com que el motor s'estava desenvolupant juntament amb el videojoc, podrien aparèixer problemes de planificació i de comptar amb grans colls d'ampolla en la producció. La seva solució va radicar en l'ús de prototips i marcadors, on cada pocs canvis o temps, s'obtenia una versió estable amb tots els components necessaris per funcionar. A més que s'utilitzaven text i icones abans de renderitzar per mostrar l'estat de cada component permetent la prova i millora de l'arquitectura de joc i la intel·ligència artificial. El motor Toshi suporta diversos tipus de renderització de terreny, com és el cas de texturització de terreny per procediment en prototip, permetent als artistes visualitzar els seus treballs abans que s'implementés el sistema final. A part de la utilització del motor com a base de desenvolupament, es van utilitzar diverses eines, de les quals, les principals són: MS Visual Studio per a la programació, 3DS Max per realitzar gràfics en 3D, Visual SourceSafe, Test Track Pro o Photoshop per a l'art gràfic.

### Art i estètica
Era important que el videojoc captés l'estètica creada per les pel·lícules de Parc Juràssic, en particular, es va partir dels dinosaures de la tercera pel·lícula ja que els seus colors eren més vius i més atractius per a un videojoc. Cadascuna de les criatures tenen diferents actituds, i els artistes van haver d'afegir animacions, com és el cas dels Velociraptors intentant pujar per les tanques per escapar, on s'ha de prendre atenció i actuar. Per la qual cosa, els desenvolupadors van afegir l'Emplaçament B, on el jugador no s'ha de preocupar de dirigir el parc, sinó en crear grups de dinosaures i observar-los. Les eines per crear el projecte van permetre que els artistes treballessin independentment dels programadors, ja que anaven afegint animacions i sons ràpidament sense necessitat d'esperar a les noves versions del sistema.

### Banda sonora i efectes de so
Com que el so i la música adequada també són elements fonamentals per a un videojoc basat en Parc Juràssic. Amb els sons dels dinosaures, es van utilitzar els sons de la pel·lícula quan va ser possible. Per exemple, quan els Velociraptors es cridaven entre ells, utilitzen els sons de Parc Juràssic III, com també, el T-Rex té el conegut rugit de la pel·lícula. Per als dinosaures que no apareixien a la pel·lícula, es van reconstruir els crits mitjançant la barreja de sons reals d'animals actuals. En alguns casos, els sons inusuals d'aus no van requerir massa manipulació o alteració. Els sons que es van crear es van revisar per tal d'adaptar-se les característiques de cada dinosaure. Es van utilitzar els sons per ressaltar el caràcter de cada dinosaure, mentre que els manté coherents amb el món de Parc Juràssic. El so en el joc és gairebé en la mateixa qualitat de la pel·lícula. El tema principal de Jurassic Park és al joc, així com una partitura musical que recorda les pel·lícules.

### Intel·ligència artificial
El sistema d'intel·ligència artificial es va començar a desenvolupar al principi de la producció del projecte. Igual que molts altres aspectes del joc, la IA del dinosaure utilitza informació ja adquirida, el que permet que el comportament del dinosaure fos ajustat ràpidament. El IA del dinosaure se separa en tres sistemes diferents: el sistema neural percepció en xarxa, el sistema d'accionament de comportament, i el sistema d'execució de comportament. Cada objecte en el joc té un conjunt de trets clarament definit. Quan un dinosaure percep un objecte, utilitza aquests trets com a entrades en la seva xarxa neuronal. La xarxa neural després classifica l'objecte en una categoria que és rellevant per al dinosaure. Per exemple, pot classificar l'objecte com una "amenaça", "amic", "menjar", i així successivament. Quan el dinosaure ha classificat l'objecte que ha percebut, la classificació s'envia al sistema d'accionament del comportament. El sistema d'accionament llavors determina quina unitat és la més dominant en aquest punt en el temps. A més dels dinosaures, la IA del visitant és també una part important del joc. Els visitants determinen quines són els elements que els diverteixen o fan gaudir en el parc. Si un gran nombre de visitants veuen les atraccions que els agraden, la qualificació del parc en estrelles pujarà. Si un gran nombre de visitants es queixen, el nombre d'estrelles baixarà. Per a una major eficàcia, cada atracció (per exemple, una torre d'observació) té atribuït un "analitzador de rendiment". L'analitzador es veurà en el lloc visible a l'atracció i valoració. Els resultats de l'analitzador s'actualitzen periòdicament quan els dinosaures es mouen i canvien els seus comportaments. Els visitants poden veure la partitura de l'analitzador i decidir quant gaudir de l'atracció. Això evita les ineficiències de tenir cada visitant analitzant l'escena.

### Problemes tècnics
L'eina d'enginyeria de creació de prototips no és realment compatible amb la noció de comunicats de premsa, ja que els prototips i marcadors de posició que s'utilitza àmpliament en el desenvolupament més simple. A mesura que es desenvolupa simultàniament amb Toshi i l'Operation Genesis, l'equip s'organitzava l'horari per minimitzar els colls d'ampolla i mantenir el desenvolupament en paral·lel. No obstant això, aquest pla va significar que les millores en la representació i altres reforços estètics es van col·locar sovint amb una prioritat més baixa per falta de temps. Això va resultar en algunes crítiques de la qualitat de representació (i la distància de dibuixat), basat en algunes versions primitives dels components de representació. Es va crear un entorn de compilació perquè els membres de l'equip poguessin tenir les tres versions compilades en les seves màquines sense una versió dependent de l'altre. A més, els kits de desenvolupament per PS2 i Xbox es connecten a la xarxa LAN, permeten que qualsevol membre de l'equip el pogués utilitzar. Això significava que els membres de l'equip podrien fer funcionar el joc en totes les plataformes, encara que sense el maquinari per a cada plataforma en el seu escriptori. Aquests programadors i artistes habilitats per desenvolupar i posar a prova en les tres plataformes amb regularitat. Aquesta configuració va permetre treballar en diverses plataformes alhora. Encara que aquest va ser el procediment des del principi, hi havia alguns obstacles que van fer que això fos difícil. En primer lloc, els temps de compilació era llarg. En segon lloc, hi va haver una manca inicial dels kits de desenvolupament per a les consoles. Això va conduir a una certa contenció de recursos, especialment l'accés als kits de desenvolupament de PS2. A mesura que el projecte avançava, el nombre de kits va augmentar, però mai semblava suficient. Així, mentre que es va demanar a tots en provar en totes les plataformes abans de continuar, els petits canvis van resultar llargs per les esperes. El temps per compilar i provar en les diverses plataformes sovint va superar amb escreix el temps per fer el canvi.

## Creació de tercers omodding
Gràcies a l'estructura modular dels fitxers de la versió per ordinador, el videojoc és fàcil de modificar amb només un simple editor de text. És possible crear missions diferents i noves, exercicis, dinosaures, i jugar amb les opcions disponibles.
Gràcies a aquest disseny obert, una petita comunitat de fans han treballat junts per millorar el realisme, desbloquejar característiques no publicades i el disseny de nous elements en el videojoc. Un grup de persones van crear el Community Expansion Project (que ara està inactiu i tancat) i el Genesis Expansion Project, que mostraven diverses modificacions, i dissenys disponibles en un pedaç executable per tota la comunitat. L'equip volia recrear dinosures el més realistes possibles, ampliant-ne el comportament. Han llançat dos paquets d'expansió. L'expansió pot ser descarregada del web de l'equip, Modding Genesis.
L'equip de Modding Genesis també va publicar diversos paquets de textures de dinosaures, però eren descàrregues secundàries de GEP. Actualment estan treballant en les textures i deixant-les totes en tan sols una descàrrega.
Una altra expansió, és el Film-Canon Mod, fet per Jurassic Park Legacy. El "FCM" inclou textures, música, sons i illes de la sèrie de pel·lícules.
Hi ha diversos plans per fer noves expansions amb nous dinosaures, nous edificis, i la cria de dinosaure. Tanmateix, la possibilitat de crear nou contingut amb nous models en 3D no està disponible.

Segons algunes fonts, hi ha rumors que es planeja un paquet d'expansió real, a partir d'una petició amb més de 900 signatures que suposadament s'haurien enviat a Universal Interactive.
Hi ha part del contingut que surt en el primer tràiler que va ser esborrat quan va sortir el videojoc per raons sense especificar. Al tràiler es mostra una "Dinovet Station" (moltes de les funcions de la qual les fa el centre de ràngers), "Kiosk" (que fa les funcions de restaurant "Dinoburger" i de "Souvenir Stall"), la gran seguretat de les tanques (sense vista de visitant), portes blindades semblants al viatge safari (una característica que es veu a la primera pel·lícula de Parc Juràssic), plataformes de caça (la dificultat de caça és el principal problema en el videojoc, que pot ser resolt utilitzant l'opció per investigar de l'error de l'ADN), i diverses armes per caçar els dinosaures. No hi ha rastre d'aquestes característiques al videojoc tot i que hi ha fitxers relacionats a l'àrea d'instal·lació, que malgrat tot no funcionen.

## Crítica
| Puntuacions de webs | Puntuacions de webs | Puntuacions de webs | Puntuacions de webs | Puntuacions de webs |
| Publicació          | Ordinador           | Playstation 2       | XBOX                |                     |
| ------------------- | ------------------- | ------------------- | ------------------- | ------------------- |
| "Gamerankings"      | 73%                 | 74%                 | 70%                 |                     |
| "Gamespot"          | 7.2                 | 7.0                 | 7.0                 |                     |
| "IGN"               | 6.9                 | 5.9                 | 5.9                 |                     |
| "1UP.com"           | B+                  | A                   | B+                  |                     |
| "Metacritic"        | 72/100              | 75/100              | 69/100              |                     |

El joc va tenir generalment bones crítiques i anàlisis. Gamerankings i Gamespot són alguns dels webs que afirmen de la bona qualitat en gairebé tots els aspectes del videojoc.
IGN va realitzar una anàlisi i crítica negativa, deixant les versions de PS2 i XBOX a 5,9 de 10, dient que "el joc no funciona tan bé a la consola com a l'ordinador tot i haver puntuat 6,9 de 10." El videojoc ha rebut bones crítiques pel canvi de gènere, ja que normalment els jocs de Parc Juràssic són d'acció (excepte Jurassic Park III: Park Builder (2001). Cal destacar els bons gràfics i la possibilitat de tenir molts dinosaures, edificis i visitants en la mateixa partida sense patir problemes de rendiment (excepte en la versió d'ordinador si no hi ha el maquinari recomanat). Malgrat no haver-hi tots els dinosaures esperats, l'excel·lent comportament i entorn semblant a les pel·lícules fa que les vint-i-cinc espècies en siguin prou per construir el parc, gràcies a la gran quantitat de detalls que els dissenyadors han inserit en el videojoc.
També cal destacar la banda sonora que, a part de sons nous i ritmes tranquil·litzants, ofereix la banda sonora de Steven Spielberg de la pel·lícula original. A més a més, la música surt aleatòriament, i quan hi ha algun esdeveniment la música és interrompuda per algun altre so.
Un altre aspecte positiu que ja s'ha citat anteriorment és la possibilitat de modificar fàcilment el videojoc gràcies al simple llenguatge, amb un editor de textos. A Internet es poden trobar noves missions i paquets de textures pels dinosaures, edificis, entorns i visitants. De totes maneres, està igualment limitat, ja que és difícil carregar models de dinosaures nous.
Un dels aspectes negatius és la dificultat a l'hora de manejar per un jugador principiant, ja que s'ha de respondre ràpidament i arreglar els problemes del parc al més aviat possible, altrament es pateixen conseqüències negatives amb els dinosaures i finalment financers.
Es van vendre 0,07 milions d'unitats, dels quals el 74,9% foren a l'Amèrica del Nord, el 21,6% a Europa i el 3,6% restant del món.